# Loup dans la culture européenne

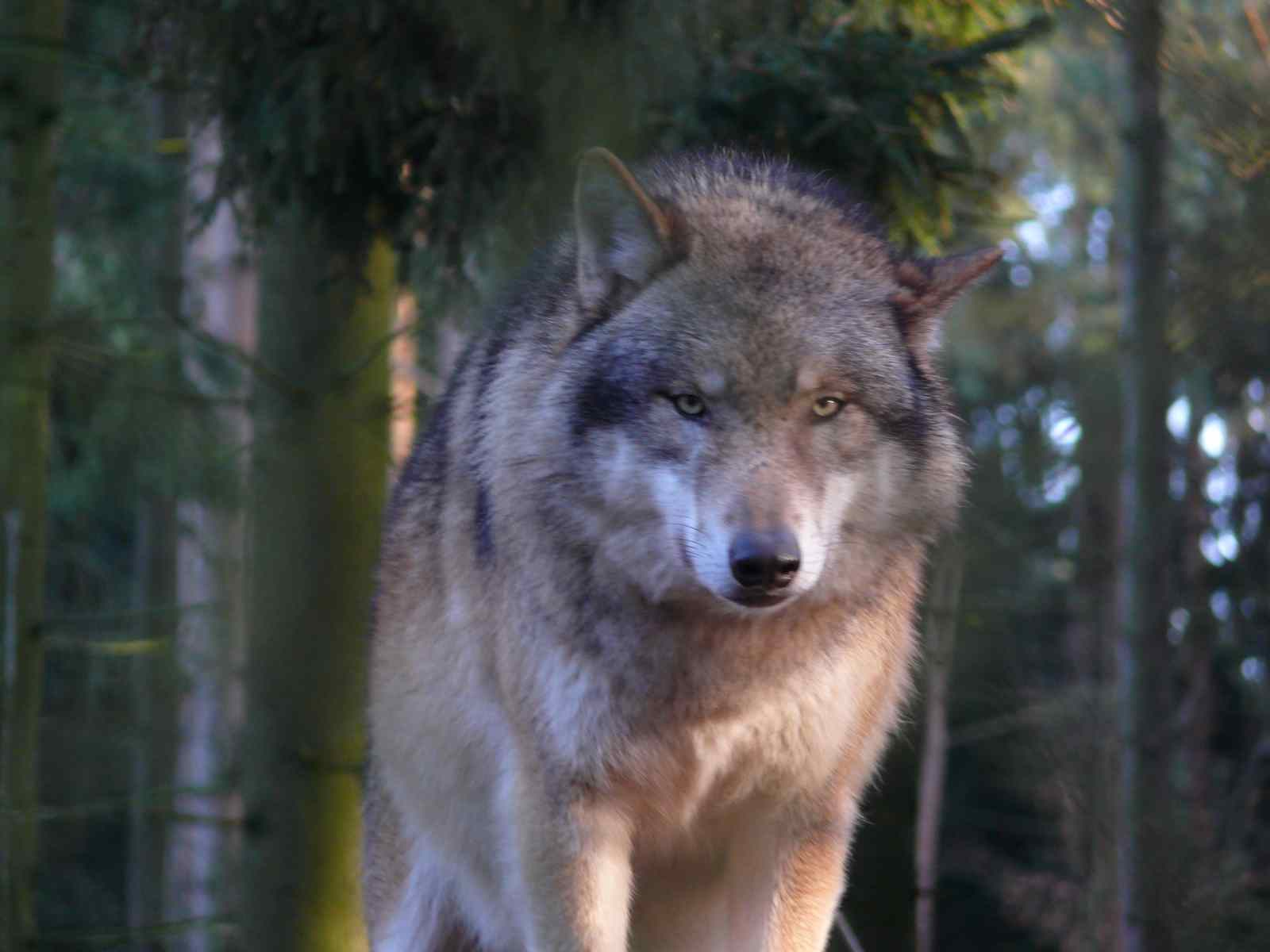
Loup européen

Le Loup gris, une sous-espèce de Canis lupus plus simplement appelé localement loup, est un des animaux les plus emblématiques d'Europe. Il était à l'honneur durant l'Antiquité chez la totalité des anciens peuples européens.
Les mythologies européennes, depuis les côtes de la Méditerranée jusqu'au nord de la Scandinavie, n'ont eu de cesse de relier le loup à la fécondité, à la protection, à la destruction, à la punition, au soleil et aux divinités héroïques qui incarnaient ces valeurs comme Apollon ou Belen.
L'aspect particulier de l'approche des peuples indo-européens par rapport aux Amérindiens du Nord est que le loup symbolise à la fois la protection et la destruction. Il existe donc à l'origine une dualité dans le culte ou la vision de cet animal.
Le loup occupe une place dans toutes les religions d'Europe même monothéistes, il est respecté, vénéré ou craint.
Cette symbolique du loup se retrouve aussi chez les peuples turcs et mongols, originaires des steppes. L'hypothèse kourgane (majoritaire chez les spécialistes, elle reste controversée) place l'origine des Indo-Européens dans la steppe pontique située au Nord de la mer Noire et de la mer Caspienne. La concurrence forte entre le loup et l'Homme dans ce biome peut être présumée[réf. souhaitée].
Avant le développement de l'agriculture et de l'élevage, de nombreux peuples d'Europe se disaient descendants des loups et vouaient ainsi un culte au dieu-loup ancêtre.
Dans l'Antiquité, voir un loup avant le début d'une bataille était aussi présage de victoire[réf. nécessaire], le loup étant l'animal symbolique du chasseur et du guerrier.

## Paléolithique et Néolithique
En Europe, les premières interactions confirmées entre le loup et l’Homme datent du Paléolithique. Plus tard, des loups sont domestiqués pour donner naissance au chien actuel sans que le premier ne disparaisse de l'imaginaire des hommes.
Au Paléolithique, les artistes gravaient des loups sur les parois des cavernes.
La plus ancienne trace de cohabitation entre les deux espèces date d'il y a 14 000 ans.
Des traces d'association entre les espèces humaines et canines ont été découvertes en Rhénanie, à Oberkassel aux alentours de Bonn. Elles datent d'environ 12000 av. J.-C., c'est-à-dire 2 000 ans avant la révolution néolithique et 5 000 ans avant la domestication d'autres espèces. Le loup est donc le premier animal domestiqué par l'Homme.
Également en Europe, dans les couches magdaléniennes (11000 av. J.-C.) de la Kniegrotte (" caverne du genou ") en Thuringe (Allemagne), plusieurs ossements de canidés ont été trouvés. D'après l'archéozoologue tchèque Musil, ce canidé se distingue du loup du paléolithique supérieur européen par sa taille plus petite, mais aussi par le resserrement des dents jugales. Il ne ressemble pas au chien actuel. Le chien domestique apparaît donc avec des caractères propres à l'issue d'une longue cohabitation avec l'Homme.
Le loup est le symbole de la puissance de la nature (un peu à l'image du lion en Afrique), qui tantôt protège, tantôt détruit, une sorte de roi de la faune européenne. Il est également l'unique prédateur organisé capable de concurrencer l'homme dans l'environnement européen. En effet, le loup vit en meute, comme l'homme vit à cette époque en tribu.
Chez les chasseurs-cueilleurs, il était donc l'adversaire et l'exemple, en raison de son organisation sociale supposément hiérarchisée (la théorie de la meute hiérarchisée est maintenant remise en question et révisée) et de sa capacité à utiliser toutes les ressources de la meute pour chasser et pour assurer la survie du clan.
À cette époque, les loups sont beaucoup plus nombreux que les hommes en Europe et ces derniers en rencontrent fréquemment.

## Monde celtique
Le loup était un symbole pour les Celtes. Lug, dieu suprême de la mythologie celtique, est représenté accompagné de deux loups, ce qui s’explique probablement par la ressemblance indo-européenne entre *leuks « lumière », qui est peut-être la base du nom de Lug, et *lukwos (ou *wlkwos) qui signifie « loup ».
Les Volcae sont une confédération de tribus celtes établies en Gaule et le long du Danube. Volcae pourrait signifier « les loups », mais d'autres étymologies ont été proposées.

### Chez les Gaulois
Dans la tradition celtique bretonne, bleiz (« loup » en breton moderne, bleid en ancien breton) est un des derniers grands druides, il est l'instructeur de Merlin l'Enchanteur, futur guide spirituel du roi Arthur. Il vivait comme un ermite dans la forêt avec les animaux qu'il soignait, entouré de loups. Le loup étant un des animaux attributs du Dieu Belen, son protecteur, Bleiz, était de ce fait considéré et surnommé « l'homme-loup ».
Le loup était le symbole des guerriers gaulois[réf. nécessaire], certains soldats gaulois allaient même jusqu’à recouvrir leur casque d’une tête de loup après avoir mangé leur cœur en rituel. Cela dans le but de s'attribuer les qualités du loup. Le chien a peu à peu remplacé ce dernier dans le culte celtique, y ajoutant quelques attributs.

## Mythologie germanique et nordique

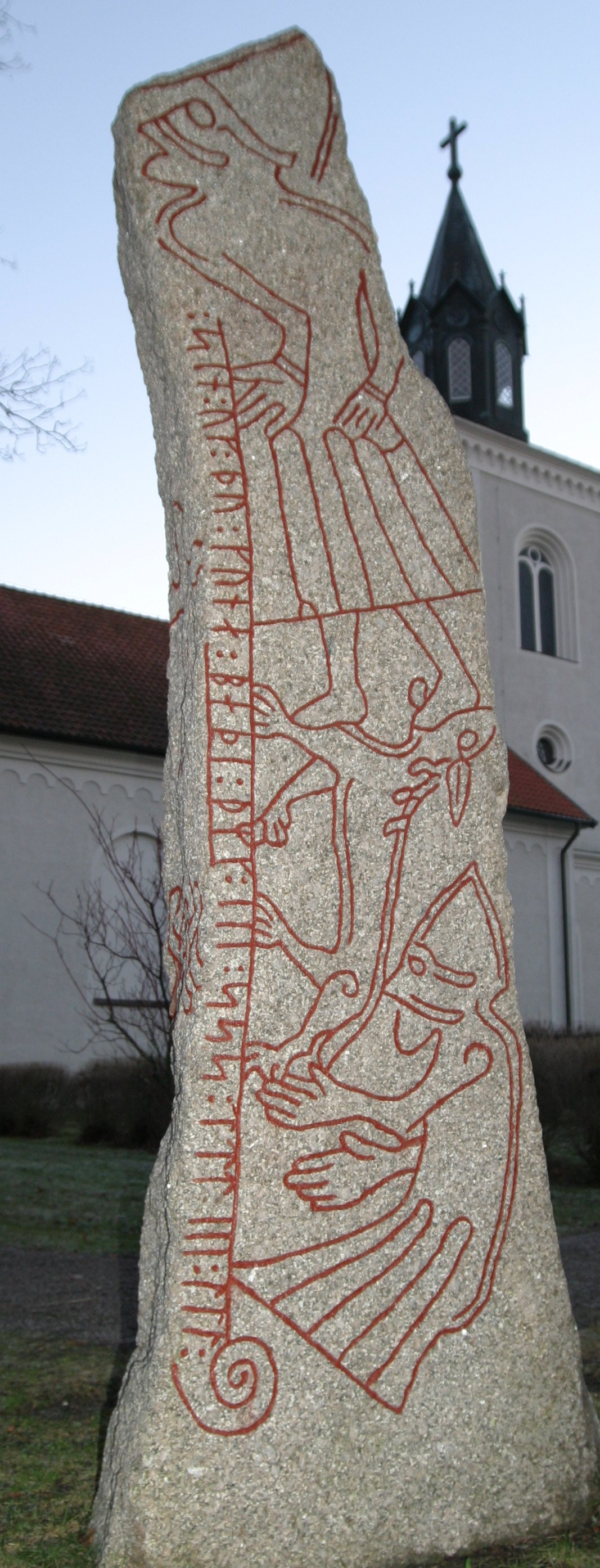
Pierre runique représentant le loup Fenrir, Östergötland, Suède

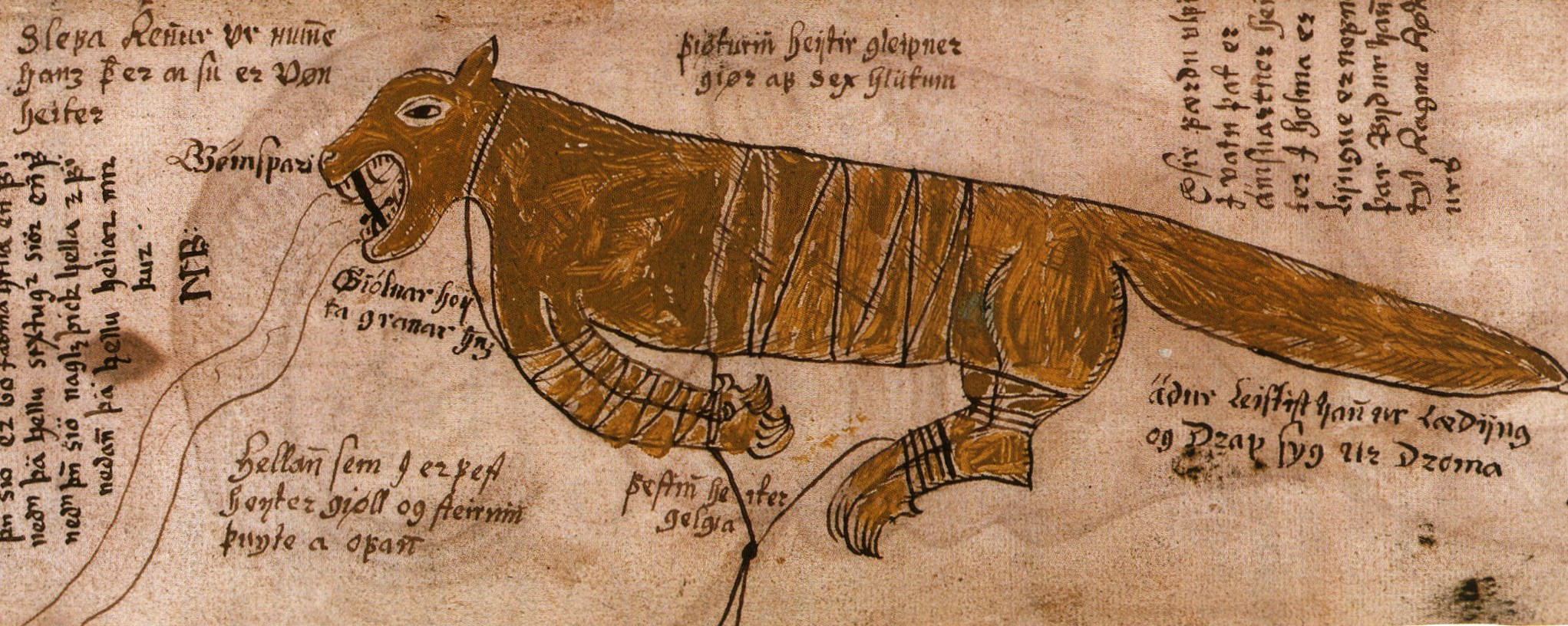
Représentation de Fenrir

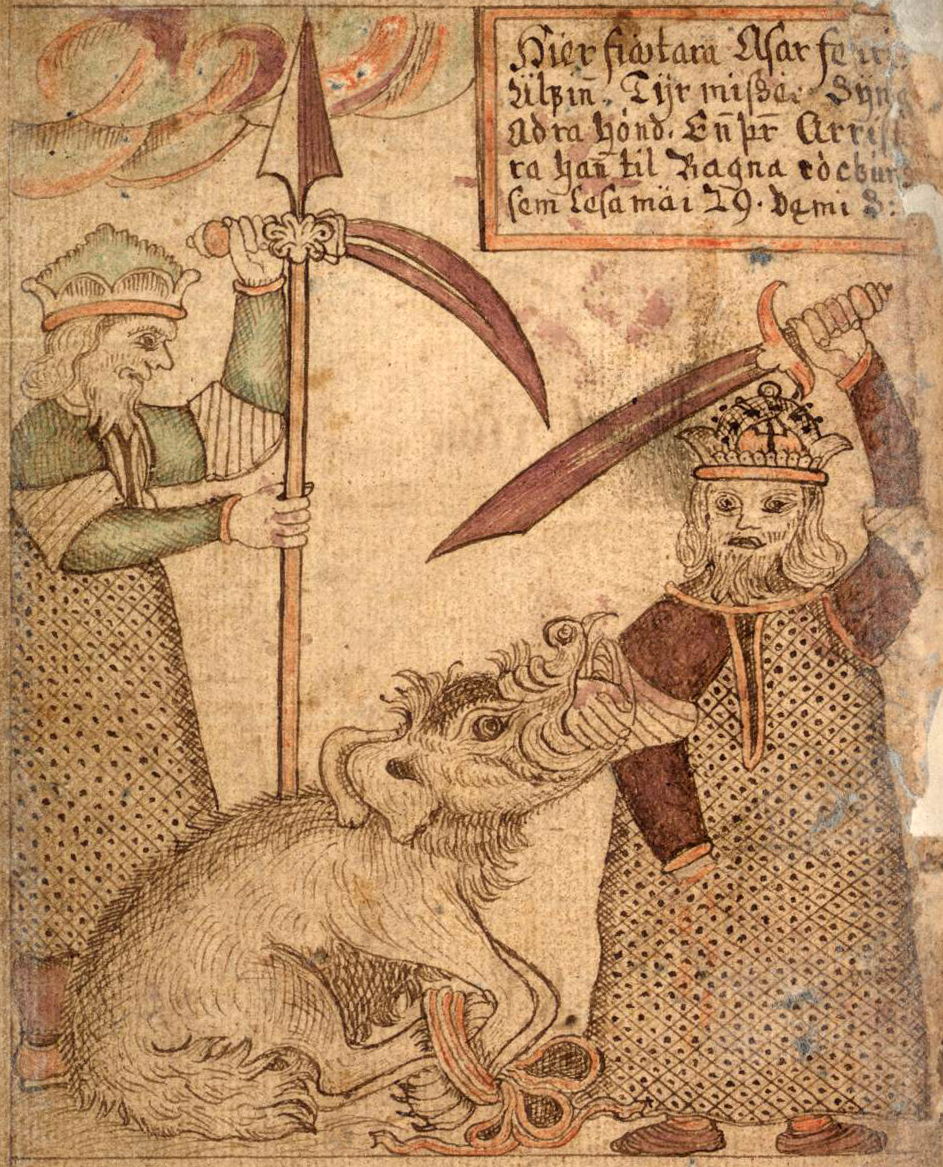
Fenrir arrache la main de Týr.
Manuscrit SÁM 66, 1765, Copenhague, Bibliothèque royale.

Quand Odin trônait dans son palais du Walhalla, il était représenté avec deux grands loups qui étaient couchés à ses pieds, comme dans le cas de Lug chez les Celtes.
Dans la mythologie germanique, Fenrir le loup, le « Destructeur » est celui à qui incombe la destruction de l’ordre du monde, c'est l’exécuteur du Destin. Avant la fin du Monde, deux autres loups (Managarm) devaient également dévorer le Soleil et la Lune, ce qui serait le signe de la fin du monde et de l'affrontement final. Il semble que l'on retrouve ces thèmes dans la mythologie gauloise puisqu'un statère en or des Unelles représente un loup qui semble prêt à avaler une roue solaire. De même, une monnaie des Sylvanectes représente un personnage difforme dont le bras gauche est enfourné dans la gueule d'un monstre qui est vraisemblablement un loup.
Fenrir était le fils de Loki et d'une géante. Il fut élevé par les Ases (dieux), mais il grandit si vite et devint si fort que ces derniers durent l'enchaîner.
Dans l'ancienne Germanie, comme chez les Gaulois, les guerriers se nourrissaient de loups pour acquérir ses qualités que sont la force, la rapidité et l'endurance. Ce rituel permettait de donner du courage aux combattants en les plaçant sous la protection des loups.
De nombreux anthroponymes germaniques (incluant les prénoms nordiques) sont composés avec l'élément vieux norrois ulfr, autrement ulfR, vieil anglais wulf, vieux haut allemand wolf (souvent réduits à -ulf, -olf comme deuxième éléments d'un composé), etc. signifiant tous « loup », par exemple : Gundulf, Arnulf, Rodulf, Hariulf, Wolfgang, Wulfram, Wulfila (ou Ulfila), Askulf, Thorulf, Ragnulf, Oddulf, Ingenulf, Haulf, Adolf, Thiudulf, Landulf, Pandulf, Gisulf, Wulfgar, Wulfstan, etc.
La plupart de ces anthroponymes sont tombés en désuétude en tant que prénom, mais il reste assez fréquents comme patronymes (cf. en Normandie : Renouf, Ingouf, Ouf, Surcouf, Ozouf, etc.) ou dans la toponymie.
Selon l'historien français Jean-Pierre Poly la comptine enfantine Am stram gram est issue d'un rituel chamanique germanique, ayant pour but d'invoquer le loup céleste Mana Gram (que l'on pourrait rapprocher des Managarm),.

## Chez les Grecs anciens
Le loup était appelé "lycos" (rac. Λυκw terminée par une labio-vélaire évoluant en k- en gr. et p- en lat.). Dans la langue grecque primitive, les deux termes utilisés pour désigner la lumière et le loup étaient si proches qu'ils finirent parfois par se confondre : Apollon Lycien, selon les interprétations, désigne soit le dieu de la lumière, soit le dieu-loup. Le loup étant également l'emblème du dieu solaire Apollon pour ses actes justiciers.
Zeus marié à Héra eut une aventure avec Léto qui était enceinte de celui-ci. Pour protéger Léto, Zeus la transforma en louve et la mena sur l’île de Délos, où elle mit au monde leurs deux enfants : Apollon et Artémis.
Ayant une louve pour mère, ils furent surnommés Artémis Lycaea et Apollon lycien.
Dans Apollo the Wolf-god, Daniel E. Gershenson voit en Apollon un dieu d’origine indo-européenne, dont les attributs principaux seraient rassemblés dans l’expression Apollon dieu-loup. Cet auteur s’inscrit dans la lignée des travaux de Louis Gernet Dolon le loup et de Henri Jeanmaire Couroï et Courètes.
Par là, il faut entendre non pas le culte de l’animal en lui-même, mais de son symbolisme de loup mythique, pouvoir duquel est exercé par le vent considéré tant par ses vertus bénéfiques que destructrices. Les vents, comme Zéphyr le vent-loup, peuvent être favorables aux semences, mais sont aussi tenus pour issus des cavernes et cette origine souterraine les met en relation avec les Enfers. Le vent est ainsi le passage entre le chaos et le cosmos.
Ceci explique le rôle de la divinité comme tuteur des éphèbes, de jeunes guerriers qui accomplissent leur initiation d’adultes, sa fonction de protecteur du grain semé et enfin sa qualité de dieu de la prophétie qui révèle les mystères et initie les musiciens et les poètes. Le Lycée, créé par Aristote, est placé dans un gymnase jouxtant le temple d’Apollon Lykeios. Apollon Lykeios, le dieu-loup, serait le maître des passages, dieu qui transforme les forces chaotiques des confréries de loups-garous de l’adolescence vers l’âge adulte, qui dévoile par la prophétie ou la Pythie le monde caché vers le découvert.
Gershenson présente de nombreux témoignages dans le monde européen qui pourraient montrer que ce dieu-loup et dieu-vent remonte à une période antérieure à la séparation des peuples européens qui ont pénétré en Europe centrale et méridionale. Ses déductions ont été confirmées plus tard par Bernard Sergent, un auteur qui a notamment souligné le lien d'Apollon avec les loups et son rôle joué dans les initiations, ainsi que son origine indo-européenne. Apollon est particulièrement associé à Borée, le Vent du Nord. Lug, son équivalent celtique, est un « chevaucheur de tempêtes ». Sergent a cependant accusé Gershenson de donner une vision trop réductrice d'Apollon, ce dieu ayant une personnalité beaucoup plus riche que celle décrite dans cette thèse
À Delphes, le temple d'Apollon était gardé par un loup de bronze, en souvenir d'un vrai loup qui aurait protégé les trésors du temple contre un voleur.
Dans la mythologie grecque, le dieu Hadès, maître des Enfers apparaît également vêtu d'une peau de loup.

### Chez les Troyens
Dolon, le Loup décrit par Homère, était un guerrier troyen qui s'habillait avec une peau de loup et qui imitait ce dernier. Toutefois, d'après les récits, Dolon ne parviendra jamais à accaparer les qualités guerrières de cet animal.

## Chez les Étrusques

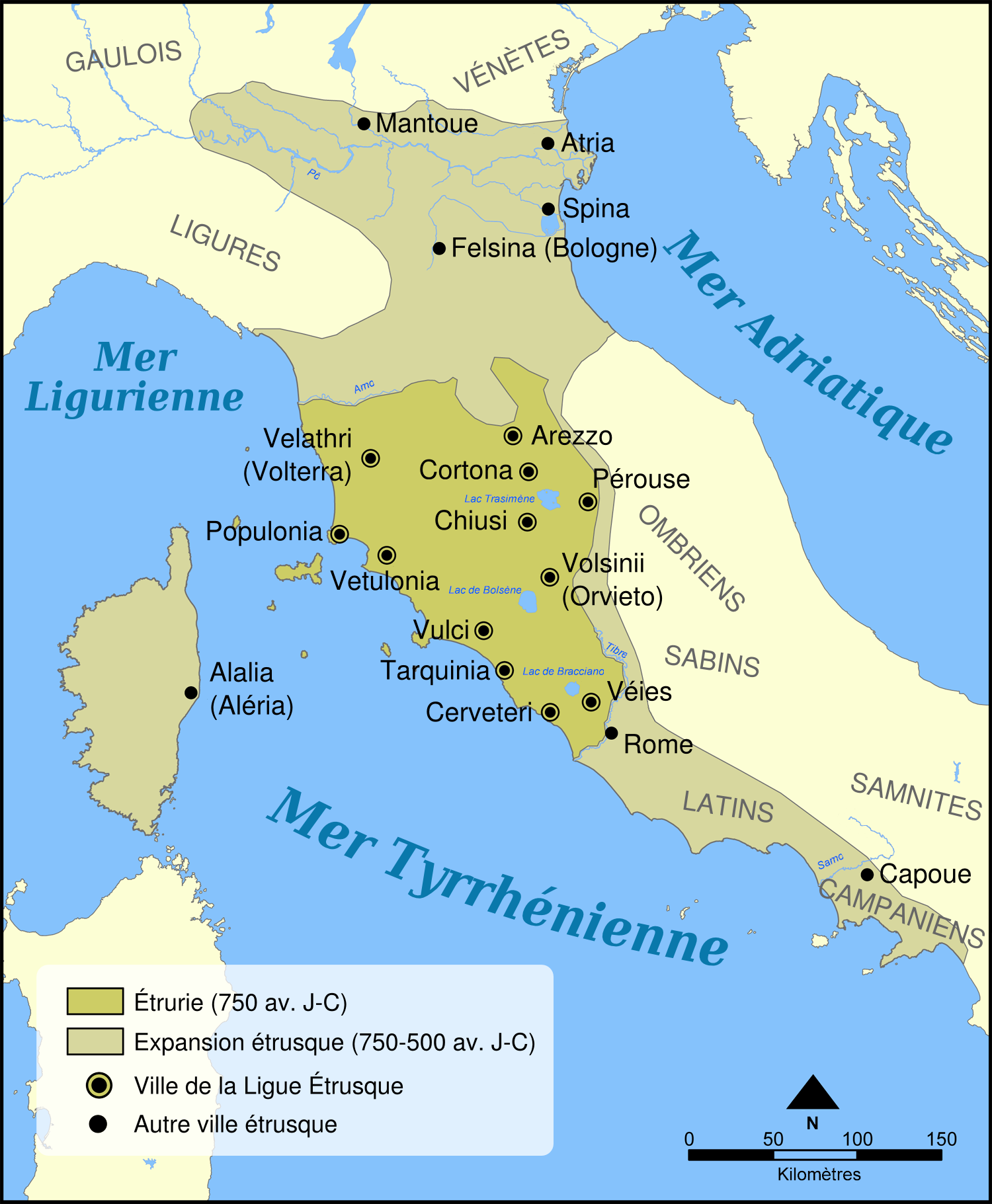
Carte de l'Étrurie à son expansion maximum

Dans la tradition étrusque, les éléments et monuments funéraires sont ornés d'une forme humaine à tête de loup nommée Aita. On peut souvent voir des mains crochues saisissant un corps humain. Cet être hybride ne serait que l'ancêtre du loup des Étrusques ainsi que le soutient Salomon Reinach. Les Étrusques, comme d'autres peuples d'Europe et d'Anatolie, prétendaient descendre des loups.

## Chez les Romains

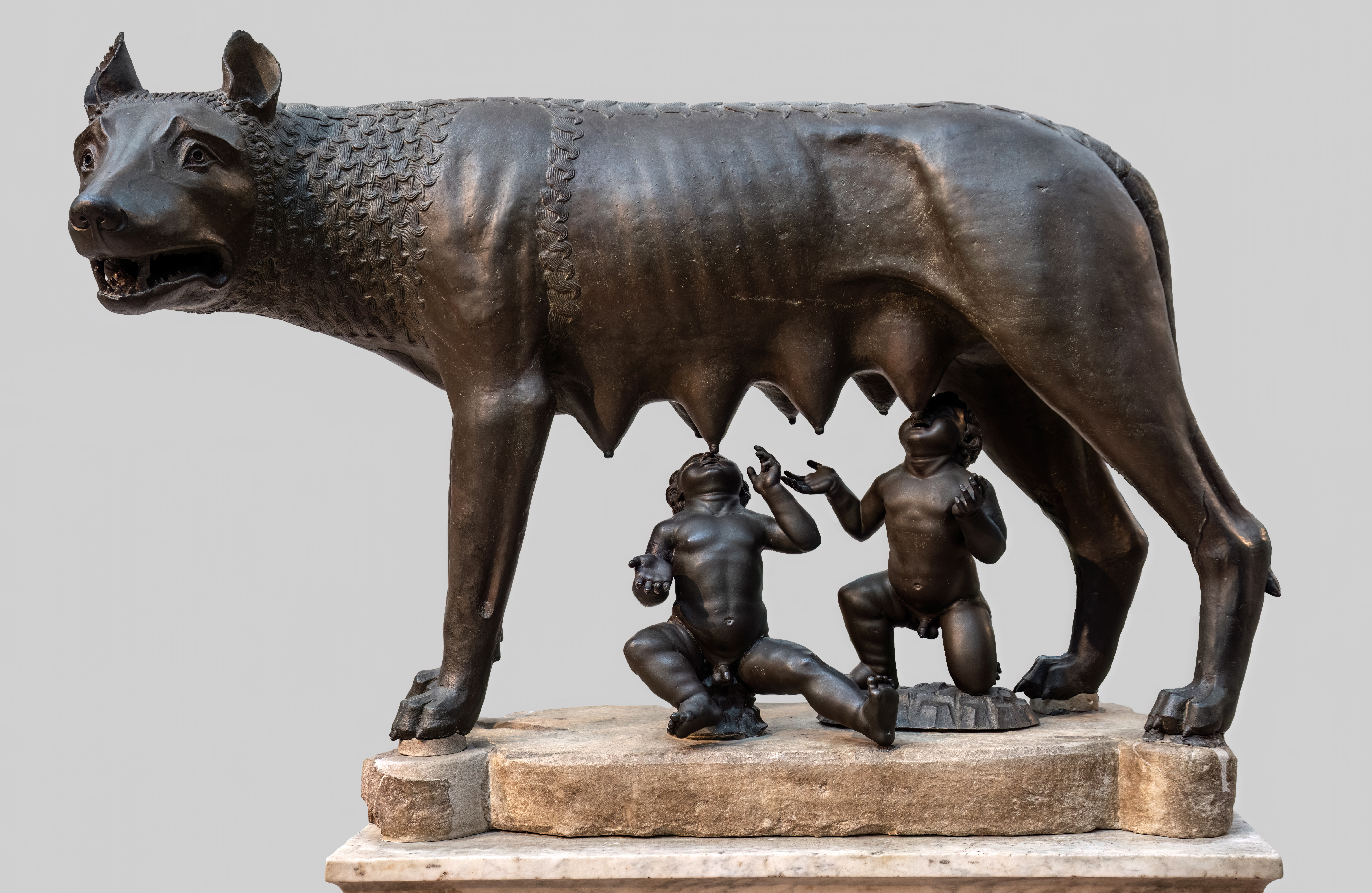
Statue de la louve allaitant Rémus et Romulus

Faunus Lupercus était le dieu des troupeaux, on le vénérait et invoquait sa protection contre les attaques de loups, il était particulièrement célébré pendant les Lupercales.
Dans la mythologie romaine, il était également le symbole de Mars, dieu de la guerre. Chez les Sabins, peuple qui a fortement influencé la culture romaine, Mars (ou plus exactement Quirinus) était un dieu-loup, ce qui a sans doute joué un rôle dans l'adoption du loup comme animal emblématique de Rome.
La Louve était et est toujours l'emblème de Rome, symbole de fécondité et de protection. Les jumeaux Romulus et Rémus abandonnés au bord du Tibre furent recueillis, nourris et élevés par une louve, celle-ci devient donc l'emblème de la ville et sera par la suite vénérée par tous les citoyens de l'Empire. Le loup est à la fois le symbole du père Mars et de la mère nourricière du premier roi de Rome.
À Rome toujours, de la graisse de loup frottée sur la porte de la maison des nouveaux époux leur portait bonheur.
Il est également à noter que les prostituées romaines était appelées lupa : « les louves », terme qui donnera le mot lupanar désignant une « maison close ».

## Les Daces

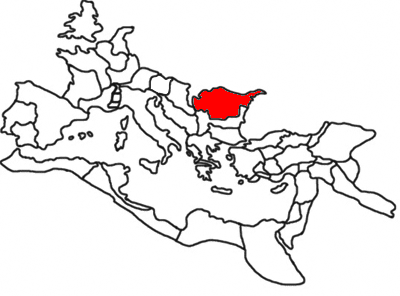
La Dacie romaine

Les Daces se nommaient les loups ou ceux qui sont semblables aux loups.
- Dacie

Ils se considéraient descendants des loups comme les Étrusques. Le dieu loup est celui qui guide l’âme des morts vers l’autre monde.
Selon Maria Runcanu, ethnologue du Musée ethnographique de Comănești, dans l’Est de la Roumanie : La stabilité de son comportement reproducteur, la férocité avec laquelle il procure sa nourriture, sa dignité [...] tous ces traits ont fait du loup, pendant l’Antiquité, une vraie divinité.

## Croyances slaves
Le loup fascinait les peuplades slaves, comme en témoignent de nombreux contes anciens. Les slaves sont issus des peuples germaniques et baltes. On lui prêtait la faculté de se métamorphoser selon les circonstances et il jouait ainsi un rôle d'initiateur.
Les Lutices, peuple slave, se disaient descendants des loups. Lutices signifie "les loups".

## Croyances chrétiennes

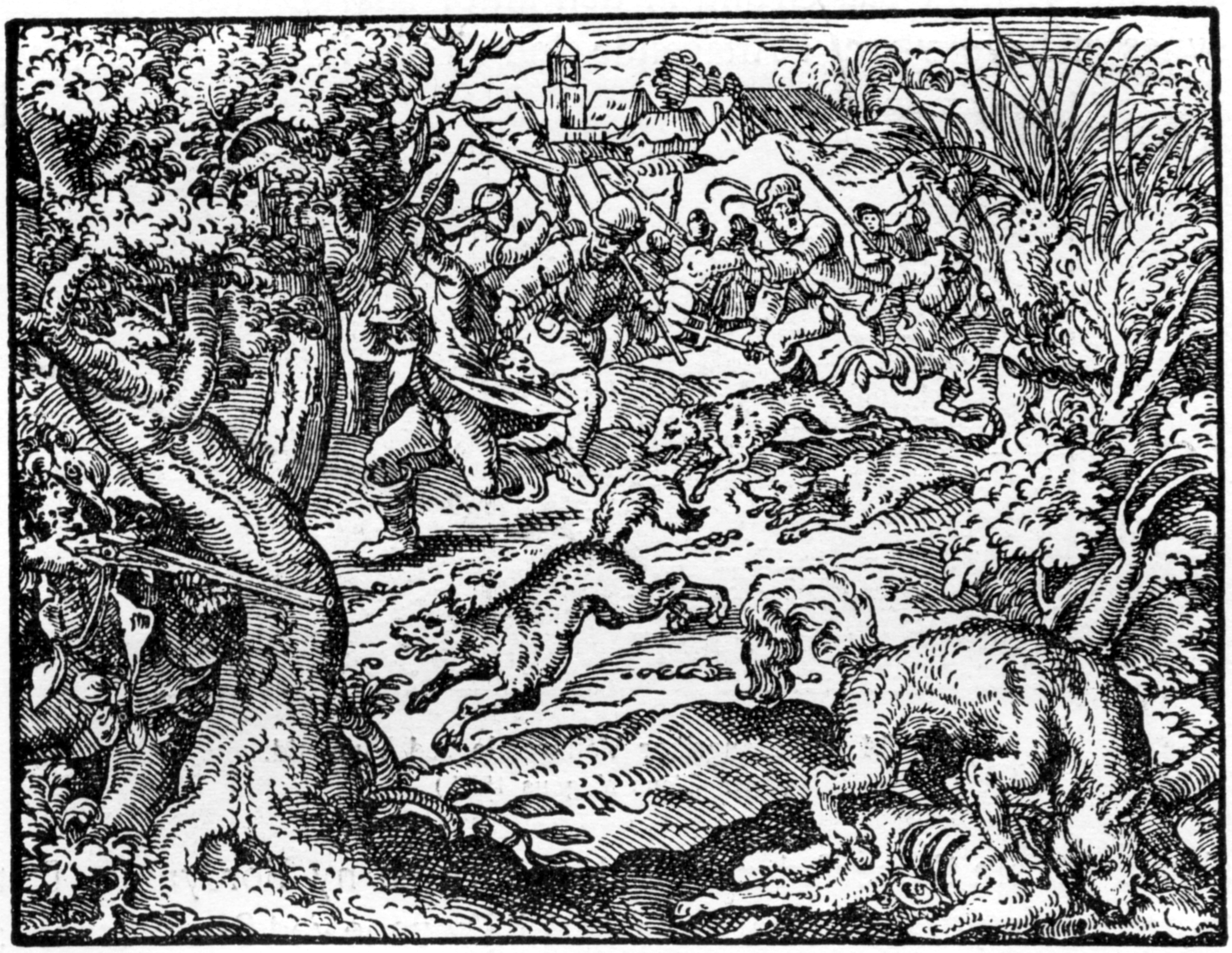
Neuw Jag vnnd Weyderwerck Buch, Francfort 1582

Chez les Hébreux, les loups étaient une manifestation concrète de la toute-puissance divine. Selon les textes bibliques, Dieu aurait créé les fauves qui peuplent la terre dans le but de punir les hommes qui seraient coupables d'impiété : aux habitants de Jérusalem qui avaient refusé de se convertir, il aurait envoyé "le loup du désert" pour les ravager[réf. nécessaire].
Plus tard, l'église chrétienne tenta de reprendre cette explication[réf. nécessaire]. Pour les habitants des campagnes dans une Europe en pleine expansion démographique et en phase de défrichement massif, le loup passait plutôt pour un envoyé du Diable, et comme il était l'un des symboles du paganisme, les autorités religieuses de l'époque se mirent donc à le diaboliser[réf. nécessaire] et à prôner son extermination[réf. nécessaire].
Au contraire, St François d'Assise considère Frère Loup comme un semblable tandis qu'à l'époque contemporaine le scoutisme européen, qu'il soit ou non de spiritualité chrétienne, est très favorable au loup et au louveteau.

### Bestiaires
Au XIIIe siècle, Brunetto Latini consacre à cet animal une entrée dans son encyclopédie Li livres dou Tresor (de) : 
— Brunetto Latini, traduction par Gabriel Bianciotto, Le Livre du Trésor, livre I, CLXXXVIIII, lire en ligne, en ancien français.

### Contexte
Grâce aux progrès de l'agriculture, l'homme étendait toujours ses terres cultivables et ses cheptels au détriment des espaces forestiers. La féodalité et la chasse de loisir diminua le gibier, les loups commencèrent donc à s'attaquer davantage aux troupeaux de moutons qui constituent une proie facile.
Le loup, en temps normal, n'attaque pas l'homme[réf. nécessaire]. En effet, même affamé, il craint l'humain, surtout s'il est face à lui en position debout. Face à l'homme, le loup s'éloigne ou s'enfuit[réf. nécessaire].
Pourtant, les loups du Moyen Âge suivaient les hommes lorsqu'ils se promenaient la nuit hors des villages, restant toujours à distance[réf. nécessaire]. Sans doute[réf. nécessaire] faisaient-il cela pour se nourrir, pensant l'homme en train de chasser et qu'ils pourraient récupérer des restes de gibier. Ces récits de loups qui suivent au loin les hommes parfois seuls pendant des dizaines de kilomètres accentuèrent la peur des loups.
Des attaques de loups contre des hommes sont pour la première fois relatées vers la fin du Moyen Âge à partir de la guerre de Cent ans. Elles sont corrélées aux épidémies de rage qui expliquent ce changement comportemental[réf. nécessaire]. À cette époque de famine, les loups se seraient mis à dévorer les cadavres laissés derrière elles par les armées. Des loups non enragés, ainsi habitués à la viande humaine commettaient des actes de prédation envers des hommes. Ces cas de prédation disparaissent vers 1820[réf. nécessaire] en raison de l'absence de charniers à ciel ouvert à partir de cette époque. Il subsiste pourtant des attaques isolées liées aux épidémies de rage[réf. souhaitée]; dans ce cas, leur cause (la maladie) est identifiée.
Environ douze mille attaques de loups contre des humains sont statistiquement recensées en France, entre le XVIe et le XVIIIe siècle, d'après les travaux de Jean-Marc Moriceau. 
La région du Val de Loire est particulièrement touchée par les attaques de loups contre des humains.
En France, les loups enragés continuent à faire des dizaines de victimes, les deux dernières mourant en 1883, en Dordogne.
En 1957 et en 1959, quatre petits garçons sont attaqués par une louve, en Galice.

Au XVIIIe siècle, quelques personnes ont pu voir dans la bête qui ensanglantait le Gévaudan, une sorte de punition divine. 
Les loups furent de plus en plus exterminés.
Même après la raréfaction puis la disparition de l'espèce dans de nombreux pays qu'il occupait jadis, l'animal continua à alimenter l'imaginaire des peuples à travers les expressions linguistiques et les contes.

## Nomenclature
Cette section devrait être déplacée dans l'article Loup (homonymie).
Pour plus d’informations, se reporter en page de discussion. (février 2020)
Le loup a inspiré de nombreux noms vernaculaires, toponymes, etc. issus du folklore populaire :

### Botanique
En botanique, le terme s'applique aux espèces de plantes :
- Aconit tue-loup, de la famille des Renonculacées; fortement toxique.
- Face de loup, nom vernaculaire de la buglosse des champs (Anchusa arvensis), de la famille des Boraginacées.
- Gueule de loup, nom vernaculaire du muflier , de la famille des Scrophulariacées.
- Herbe de loup, nom vernaculaire du lupin, de la famille des Fabacées ; aux graines amères et toxiques.
- Myrtille de loup, désignant l’airelle des marais, de la famille des Éricacées.
- Peigne de loup, nom vernaculaire d’une espèce de cardères (Dipsacus sativus), de la famille des Dipsacaceae; jadis utilisée pour carder la laine.
- Pied de Loup (Lycopus europaeus), de la famille des Lamiacées.
- Piège-à-loup, nom vernaculaire de la dionée attrape-mouche, de la famille des Droséracées.
- Queue de loup, nom vernaculaire de la digitale pourpre, de la famille des Scrophulariacées; toxique.
- Raisin de loup, désigne le fruit toxique de la morelle noire, de la famille des Solanacées.
- Vesse-de-loup, un champignon

### Toponymie
En France notamment, la multiplicité des toponymes relatifs au loup, traduit l’importance de celui-ci dans l’ancienne France. Bien loin de l’exhaustivité, la liste ci-après distingue divers sentiments à l’égard du loup : crainte, respect, voire vestige d’une antique sacralisation récupérée par l’Église[réf. nécessaire].

#### Communes
- Canteloup est une commune située dans le département de la Manche
- Canteleu (chant du loup) est une commune située dans le département de la Seine-Maritime et la région Haute-Normandie
- Chanteloup est une commune du département d'Ille-et-Vilaine
- Chanteloup-en-Brie est une commune du département de Seine-et-Marne
- Chanteloup-les-Vignes est une commune du département des Yvelines
- Fontenai-les-Louvets est une commune du département de l’Orne
- Fontaine-la-Louvet est une commune du département de l’Eure
- La Colle-sur-Loup est une commune française du département des Alpes-Maritimes
- Villeneuve-Loubet est une commune voisine de La Colle-sur-Loup présentée plus haut
- La Ferté-Loupière est une commune française du département de l’Yonne
- Laloubère est une commune des Hautes-Pyrénées
- Le Bar-sur-Loup est une commune française du département des Alpes-Maritimes
- Loubaresse est une commune française du département de l’Ardèche
- Loubaresse est une commune française du département du Cantal
- Loubeyrat est une commune française du département du Puy-de-Dôme
- Loupian est une commune française du département de l’Hérault
- Le Louverot est une commune française du département du Jura
- Louviers est une commune française du département de l’Eure
- Louvignies-Quesnoy est une commune française du département du Nord
- Louvigny : communes de ce nom dans les départements du Calvados, Moselle, Pyrénées-Atlantiques, Sarthe
- Luthenay-Uxeloup est une commune du département de la Nièvre
- Montgaroult est une commune française du département de l’Orne ; s'y trouve un « Chêne au loup »
- Pisseleu est une commune française du département de l’Oise
- Pisseloup est une commune française du département de la Haute-Marne
- Saint-Leu-la-Forêt est une commune française du Val-d'Oise
- Sainte-Flaive-des-Loups est une commune française du département de la Vendée
- Saint-Hubert-de-Rivière-du-Loup, municipalité canadienne du Québec
- Tourrettes-sur-Loup est une commune française du département des Alpes-Maritimes
- Védrines-Saint-Loup est une commune française du département du Cantal
- Wolfersdorf et Wolfgantzen sont des communes françaises du département du Haut-Rhin
- Wolfisheim et Wolfskirchen sont des communes françaises du département du Bas-Rhin

(en alsacien, « Wolf » signifie « loup ».)
La Rivière-du-Loup est une ville canadienne du Québec.

#### Lieux-dits
- Bouteloup : dans la commune de Saint-Martin-sous-Vigouroux (Cantal)
- Cagallops : Banyuls-sur-Mer (Pyrénées-Orientales)
- Cagoloup : Taïx (Tarn)
- Cagueloup : Montgiscard (Haute-Garonne)
- Cantallops : toponyme fréquent dans de nombreuses communes des Pyrénées-Orientales
- Cantaloube ou Chanteloube : lieux-dits dans de nombreux départements : Hautes-Alpes, Cantal, Corrèze, Creuse, Dordogne, Drôme, Loire, Haute-Loire, Lozère, Puy-de-Dôme, Var, Haute-Vienne
- Chêne du loup : nombreux lieux-dits dans le Calvados, la Vendée, le Loiret
- Creux du loup : Condat (Cantal) – Thiers (Puy-de-Dôme) – Saint-Georges-de-Baroille (Loire)
- Croix de Mauloup : Cognac-la-Forêt (Haute-Vienne)
- Cul de loup : Saint-Vaast-la-Hougue (Manche)
- Écorche loup : Dagneux (Ain)
- Font del llop : Mosset et Rigarda (Pyrénées-Orientales)
- Font au loup : Roussac (Haute-Vienne)
- Fontloup : Montboucher (Creuse)
- Fosse aux loups : Cartigny-l'Épinay et Saint-Marcouf (Calvados) - La Celle-Condé (Cher) – Cesson-Sévigné et Saint-Guinoux (Ille-et-Vilaine) - Aize (Indre) - Souesmes (Loir-et-Cher)
- Garou (le) : Lacalm (Tarn)
- Goutte au loup : Montchevrier (Indre)
- Gratte-Louve : Montgiscard (Haute-Garonne)
- Gratteloup : Lucenay-lès-Aix (Nièvre)
- Heurteloup : Arnouville-lès-Mantes et Villette (Yvelines)
- Jap(p)eloup : La Forêt-du-Temple (Creuse) – Cromac (Haute-Vienne)
- Laloube : Biras (Dordogne)
- Llobatera : Olette et Vingrau (Pyrénées-Orientales)
- Llobera : Canet, Rivesaltes et Serralongue (Pyrénées-Orientales)
- Loubatière : Saint-Igest (Aveyron) et Ambialet (Tarn)
- La Loubière : Saint-Victor-Montvianeix (Puy-de-Dôme)
- La Louvèche: Lac d'Issarlès (Ardèche)
- Loup pendu : - Coulvain, Écrammeville et Trungy (Calvados) - Baguer-Pican et Paimpont (Ille-et-Vilaine) - Varaire (Lot)
- Louvre : endroit hanté par les loups
- Maison du loup (dolmen) : - Marsalès (Dordogne) - Espartignac (Corrèze)
- Malgaroux (la) : Beauregard-l'Évêque (Puy-de-Dôme)
- Mare au loup : Saint-Denis-d'Authou (Eure-et-Loir)
- Mauloup : La Croisille-sur-Briance (Haute-Vienne)
- Parc au loup (cromlech) : Cuise-la-Motte (Oise)
- Le Pas-du-Loup : lieu-dit de la commune de Paslières (Puy-de-Dôme). Voir les traditions relatives à ce site : Paslières et le « Pas-du-Loup ».
- Passeloup : Peyrilles (Lot) et Dangeau (Eure-et-Loir)
- Pelleloup : Orléat (Puy-de-Dôme)
- Penjollop (= loup pendu) : Joch et Rigarda (Pyrénées-Orientales)
- Petteloup : Raveau et Vielmanay (Nièvre)
- Peyreloube : Nîmes (Gard)
- Pierre(s) au loup (dolmen): - Saint-Aigny (Indre) – Joué-du-Bois (Orne) – Saint-Maixme-Hauterive (Eure-et-Loir)
- Pisseleux : commune rattachée à Villers-Cotterêts (Aisne)
- Pisseloube : Saint-Paul-Lizonne (Dordogne)
- Pisseloup : nombreux lieux-dits portant ce patronymes dans l’Allier, l’Indre, le Loiret, le Lot, l’Orne, la Haute-Marne, la Nièvre, la Haute-Savoie, la Seine-et-Marne, la Haute-Vienne
- Pont du loup : Mailhac-sur-Benaize (Haute-Vienne)
- Praloube : Culhat (Puy-de-Dôme)
- Puits du loup : Maisey-le-Duc (Côte-d'Or)
- Retourne-loup : Esternay (Marne)
- Saut du loup : Hérisson (Allier)
- Sauteloup : Durmignat (Puy-de-Dôme)
- Tombeloup : Chuyer (Loire)
- Trape del llop : Dorres (Pyrénées-Orientales)
- Tuloup : Saint-Parize-le-Châtel (Nièvre)
- La Vallée-aux-Loups : Châtenay-Malabry (Hauts-de-Seine)
- Saut du Loup Auzat-la-Combelle département du Puy-de-Dôme.

#### Dolmens et grottes
- Autel du Loup (dolmen) : lieu-dit de la commune de Sault (Vaucluse)
- Cabane du loup (dolmen) : Doyet (Allier) - Barèges (Hautes-Pyrénées) - Saint-Gervazy (Puy-de-Dôme) : autre appellation “ Grotte des Fées ”
- Case du loup (dolmen): Sainte-Sabine-Born, Saint-Amand-de-Belvès et Issigeac (Dordogne)
- Cave du loup (dolmen ou grotte) : Marsannay-la-Côte (Côte-d'Or) - Benais (Val-d'Oise)
- Chambre aux loups (dolmen) : Trédion (Morbihan)
- Grotte aux loups : Cosnac (Corrèze) - Paucourt (Loiret) – Châtelperron (Allier) – Pégairolles-de-l'Escalette (Hérault) – Saint-Laurent-sous-Coiron (Ardèche)
- Jap(p)eloup (dolmen) : Trausse (Aude)
- Dolmen de la loge au loup : Trédion (Morbihan)
- Roche aux loups (dolmen) : - Missillac (Loire-Atlantique) – Buthiers (Seine-et-Marne)
- Rocher de la Louvetière (dolmen) : La Dorée (Morbihan)
- Table du loup (dolmen) : Barsac (Gironde) - Bizeneuille (Allier) - Espartignac et Uzerche (Corrèze) - Sériers et Les Ternes (Cantal).

#### Cours d'eau
- Le Loup, fleuve du département des Alpes-Maritimes (France).
- Le Loup, rivière du Nebraska (États-Unis).

### Architecture
En architecture, le terme s'applique à :

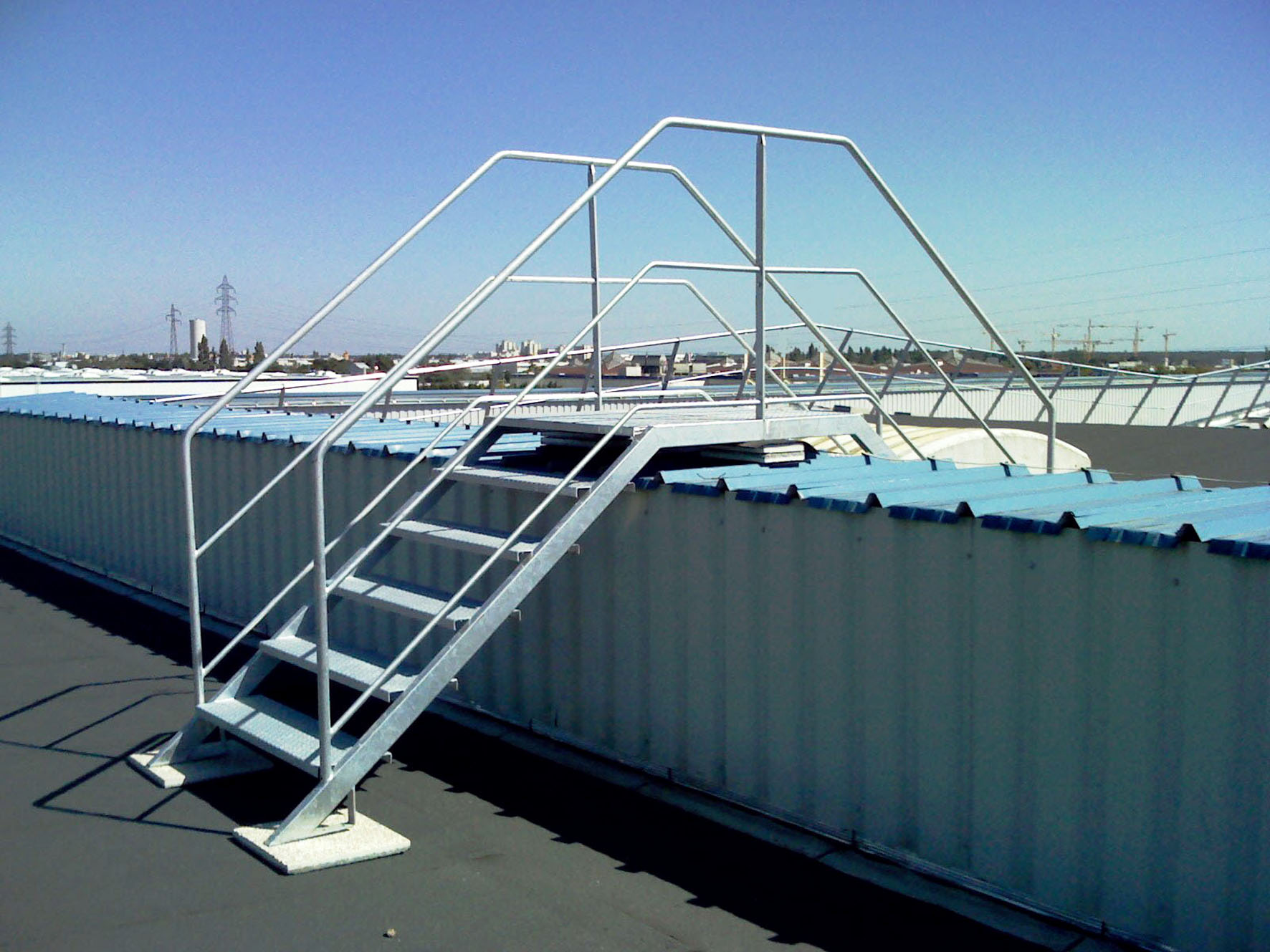
escalier saut de loup acier

- Saut-de-loup, escalier à double accès, destiné au franchissement de murs coupe-feu, murets ou obstacle de faible hauteur.
- Saut-de-loup, ouverture percée au ras du sol, afin d'éclairer un sous-sol par la lumière naturelle.
- Saut-du-loup, fossé creusé au bout d’une allée, à l’extrémité d’un parc ou d’un jardin, pour en défendre l’entrée sans borner la vue.

## Divers
- En anthroponymie, Loup ou Lou, parfois rencontré sous forme composée Jean-Loup[23], est un prénom mixte, quoique plus fréquemment porté par des hommes.
- Familles nobles de Lupis[24].
- En politique, le terme s'applique à une organisation ultranationaliste turque, les Loups gris (Bozkurtlar).
- Un loup, est un demi-masque noir, couvrant le pourtour des yeux.
- Un loup ou tête de loup, est un balai pourvu d'un long manche permettant, entre autres, d'atteindre les toiles d'araignée.
- Le jeu du loup (ou jouer à chat) est un jeu de poursuite très répandu parmi les enfants.

## Expressions
Pour les expressions liées au loup, lire la page "loup".

## Loup dans l'art

### Cinéma
En cinématographie, le terme se retrouve dans de nombreux titres de films, tels que :
- Le Loup des Malveneur, de Guillaume Radot, 1942
- Le Miracle des loups, d’André Hunebelle, 1961
- Un homme parmi les loups, de Carroll Ballard, 1983
- Danse avec les loups (Dances with Wolves), film américain de Kevin Costner, 1990
- Le Pacte des loups, de Christophe Gans, 2001
- Pierre & le loup, adaptation du conte de Prokofiev, par Suzie Templeton, 2006
- Loup, de Nicolas Vanier, sorti en décembre 2009
- Le Dernier loup, de Jean-Jacques Annaud, sorti le 25 février 2015

### Court métrage publicitaire
- It's in our nature, court métrage publicitaire primé plusieurs fois de Bruno Aveillan, sorti en décembre 2010[25].

### Littérature
En littérature, le loup est un personnage récurrent, notamment dans :
- Les contes (cf. loup (personnage de conte)). Par exemple, dans Le Petit Chaperon rouge (1698), de Charles Perrault.
- Les fables. Par exemple, dans Le Loup et l'Agneau (1668), de Jean de La Fontaine.

### Musique
Un loup (musique) est un défaut musical.
- Pierre et le loup, conte musical de Sergueï Prokofiev (1891-1953), composé en 1936.

### Musée
Il existe, en Bretagne, un musée du loup au Cloître-Saint-Thégonnec, commune des Monts d'Arrée en Pays de Cornouaille et également en France le Muséoloups au lieu-dit Les Angins, commune de Tannerre-en-Puisaye dans l'Yonne.